# Juntos Por Todos (concerto solidário)
Juntos por Todos é um concerto solidário, no dia 27 de junho de 2017, realizado no MEO Arena, em Lisboa. O evento solidário teve transmissão em direto na RTP1, SIC, TVI, Vevo e em todas as rádios portuguesas. O objetivo é homenagear e angariar fundos para as vítimas do incêndio florestal de Pedrógão Grande, que vitimou mais de 60 pessoas.

## Concerto
No dia 27 de Junho, pelas 21h00, o Meo Arena recebeu um concerto de homenagem às vítimas dos fogos florestais em Pedrógão Grande e zonas limítrofes, e de angariação de receitas para reforço da ajuda às populações afetadas pela que é já considerada uma das maiores tragédias na história de Portugal.

### Receitas
Através do número solidário (760 200 200), o concerto angariou mais de 1 milhão 153 mil euros.  Todas as receitas revertem para a União das Misericórdias Portuguesas, que se compromete a entregar o dinheiro às vítimas da catástrofe. 

## Atuações
1. Agir - Como Ela é Bela

2.  Amor Electro - Juntos Somos Mais Fortes 

3. Ana Moura - Desfado 

4. Aurea - I Didn't Mean It 

5. Camané & Carlos do Carmo  - Por Morrer Uma Andorinha 

6. Carminho - Meu Amor Marinheiro 

7. D.A.M.A - Não Dá 

8. David Fonseca - Someone That Cannot Love 

9. Diogo Piçarra - História  

10. Gisela João - O Senhor Extraterrestre 

11. Hélder Moutinho - O Que Sobrou da Mouraria 

12. João Gil & Luís Represas - Memórias de Um Beijo 

13. Jorge Palma & Sérgio Godinho - Portugal, Portugal / O Primeiro Dia

14.  Luísa Sobral - Cupido 

15. Matias Damásio- Loucos 

16. Miguel Araújo - Anda Comigo Ver Os Aviões 

17. Paulo Gonzo - Sei-te de Cor 

18. Pedro Abrunhosa - Toma Conta de Mim 

19. Raquel Tavares - Meu Amor de Longe  

20. Rita Redshoes - Mulher 

21. Rui Veloso - Primeiro Beijo 

22. Salvador Sobral - A Case Of You / Amar Pelos Dois 
No entanto, outros artistas mostraram vontade de participar, ao que a organização aproveita a oportunidade  "para agradecer comovidamente as centenas de outras ofertas espontâneas de participação de músicos e artistas no concerto. Infelizmente é impossível acolher todos, sendo que o evento a todos pertence, independentemente dos que subirem ao palco". 

## Transmissão em direto
O evento será emitido na RTP, SIC e a TVI, e em todas as rádios portuguesas, garantindo a transmissão em direto para todos os portugueses residentes em Portugal continental, ilhas e um pouco por todo o mundo, através dos seus vários canais e plataformas online.

### Audiência
| Canal | Data                | Telespetadores | Rating (%)    | Share (%)     | Pico máximo   | Pico máximo   | Audiência total (Média) | Audiência total (Média) | Audiência total (Média) |
| Canal | Data                | Telespetadores | Rating (%)    | Share (%)     | Rating (%)    | Share (%)     | Espetadores             | Rating (%)              | Share (%)               |
| Canal | Data                | LIVE + VOSDAL  | LIVE + VOSDAL | LIVE + VOSDAL | LIVE + VOSDAL | LIVE + VOSDAL | LIVE + VOSDAL           | LIVE + VOSDAL           | LIVE + VOSDAL           |
| ----- | ------------------- | -------------- | ------------- | ------------- | ------------- | ------------- | ----------------------- | ----------------------- | ----------------------- |
| RTP1  | 27 de junho de 2017 | 692 700        | 7,2%          | 16,8%         | 11%           | 22,3%         | 2 788 300               | 28,8%                   | 67,8%                   |
| SIC   | 27 de junho de 2017 | 808 600        | 8,3%          | 19,7%         | 10,9%         | 21,8%         | 2 788 300               | 28,8%                   | 67,8%                   |
| TVI   | 27 de junho de 2017 | 1 287 000      | 13,3%         | 31,3%         | 17,9%         | 36,1%         | 2 788 300               | 28,8%                   | 67,8%                   |

## Lista de televisões
- RTP1
- SIC
- TVI
- RTP África
- RTP Internacional

## Lista de rádios
- Antena 1
- Rádio Comercial
- M80
- Cidade
- Smooth FM
- Rádio Renascença
- RFM
- Mega Hits
- RDP Internacional